# Маак, Ричард Карлович
Ричард (Рихард) Ка́рлович Маак (нем. Richard Otto Maack; 23 августа [4 сентября] 1825, Аренсбург — 13 [25] ноября 1886, Санкт-Петербург) — русский педагог, натуралист и исследователь Сибири и Дальнего Востока. Тайный советник.

## Биография
Уроженец эстонского острова Сааремаа; родился в Аренсбурге (ныне — Курессааре) 23 августа (4 сентября) 1825 года. Его младшая сестра Евгения (5.12.1851 — 1921) была двенадцатым ребёнком в семье, была замужем за дипломатом К. И. Вебером; брат Карл преподавал немецкий язык в Санкт-Петербургском университете.
Окончил  II-е отделение философского факультета Санкт-Петербургского университета по разряду естественных наук (1849); в 1852 году начал службу старшим учителем естественных наук в Иркутской мужской гимназии. В течение десяти лет (1868—1879) прослужил директором училищ Иркутской губернии и главным инспектором училищ Восточной Сибири. В 1879 году был отозван в Санкт-Петербург в связи с назначением членом совета Министерства народного просвещения.
Совершил ряд важных экспедиций — в Вилюйский округ (1853—1855), впервые описавшей орографию, геологию и население бассейна рек Вилюй, Олёкма и Чона; Амурский край (1855—1856) и в долину реки Уссури (1859—1860). Его работы позволили продвинуться в изучении флоры приамурских и приуссурийских стран.
В 1857 году по представлению ИРГО ему был пожалован орден Св. Владимира 4-й степени.
Умер 13 (25) ноября 1886 года в Санкт-Петербурге. Был похоронен на Волковском лютеранском кладбище.
Имел дочь Ольгу.

## Память
В честь него названо несколько видов и родов растений и животных Дальнего Востока, среди них:
- Дальневосточная черепаха (Pelodiscus maackii Brandt, 1858)
- наземная улитка (Karaftohelix maackii Gerstfeldt, 1859)
- пчела (Megachile maackii Radoszkowski, 1874)
- жуки:
  - жук дровосек (Pterolophia maacki Blessig, 1872)
  - Жужелица Маака (Carabus maacki Morawitz, 1862)
- бабочки:
  - Парусник Маака (Achillides maackii Ménétriés, 1859)
  - Бражник Маака (Marumba maacki Bremer, 1861)
  - Листовёртка-плодожорка Маака (Cydia maackiana Danilevsky, 1963)

- мухи:

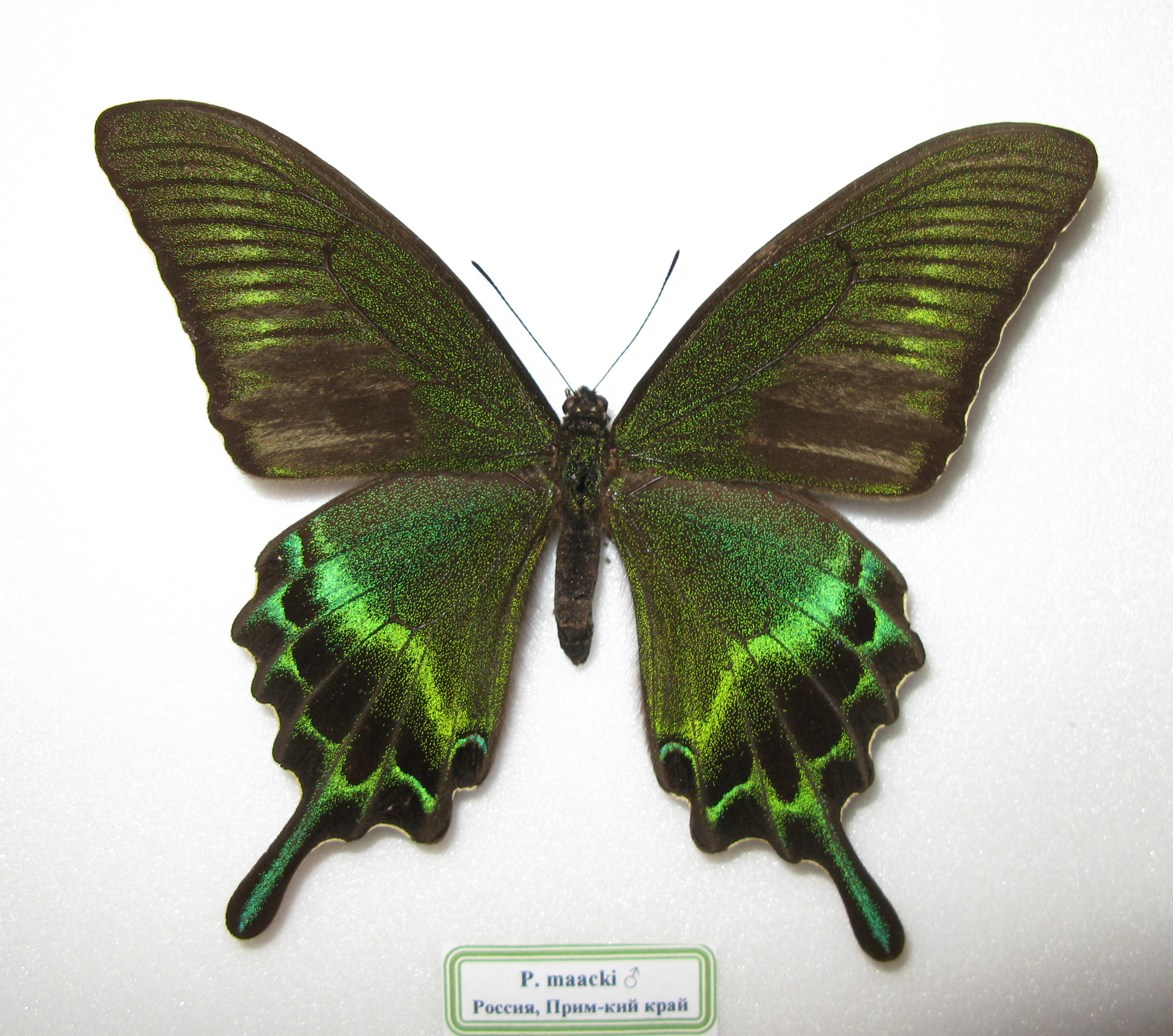
Парусник Маака

  - Maackiana  Krivosheina, 1973 - род в семействе мух-львинок Stratiomyidae.
- род деревьев семейства Бобовые — Маакия (Maackia Rupr., 1856)[5].
- виды растений: 
  - Allium maackii (Maxim.) Prokh. ex Kom. (1931) — Лук Маака (Амариллисовые)
  - Aster maackii Regel (1861) — Астра Маака (Астровые)
  - Carex maackii Maxim. (1859) — Осока Маака (Осоковые)
  - Cirsium maackii Maxim. (1859) — Бодяк Маака (Астровые)
  - Delphinium maackianum Regel (1861) — Живокость Маака (Лютиковые)
  - Euonymus maackii Rupr. (1857) — Бересклет Маака (Бересклетовые)
  - Impatiens maackii Hook. ex Kom. (1932) — Недотрога Маака (Бальзаминовые)
  - Iris maackii Maxim. (1880) — Ирис Маака (Ирисовые)
  - Lycopus lucidus var. maackianus Maxim. ex Herder (1885) = Lycopus maackianus (Maxim. ex Herder) Makino (1897) — Зюзник Маака (Яснотковые)
  - Persicaria maackiana (Regel) Nakai (1922) — Персикария Маака (Гречишные)
  - Potamogeton maackianus A.Benn. (1904) — Рдест Маака (Рдестовые)
  - Prunus glandulifolia Rupr. (1856) = Prunus maackii Rupr. (1857) — Черёмуха Маака (Розовые)
  - Veratrum maackii Regel (1861) — Чемерица Маака (Мелантиевые)
  - Lonicera maackii (Rupr.) Maxim. (1859) — Жимолость Маака (Жимолостные)

## Сочинения
- Ричард Карлович Маак. «Путешествие на Амур, совершенное по распоряжению Сибирского отдела Императорского русского географического общества в 1855 г. Р. К. Мааком» / член-соревнователь Сибирского отдела С. Ф. Соловьёв. — Репринтное издание 1859 г.. — СПб.: Альфарет, 2007. — 260 с.

- Путешествие по долине реки Уссури, т, 1—2, СПБ, 1861;
- Вилюйский округ Якутской области, ч. 1, 2 изд., ч. 2—3, СПБ, 1877—1886;
- Очерк флоры Уссурийской страны (1862);
- Енисейская губерния (в «Списках населённых мест Российской империи»).